# Maasen
Maasen ist eine Gemeinde im Landkreis Diepholz in Niedersachsen.

## Geografie
Maasen liegt zwischen dem Naturpark Wildeshauser Geest und dem Naturpark Steinhuder Meer ungefähr in der Mitte zwischen Bremen und Minden. Die Gemeinde liegt im westlichen Teil der Samtgemeinde Siedenburg, die ihren Verwaltungssitz im Flecken Siedenburg hat. Das Mittelzentrum Sulingen liegt etwa 5 km westlich.

## Politik

### Gemeinderat
Der Gemeinderat aus Maasen setzt sich aus 7 Ratsfrauen und Ratsherren zusammen. Die Ratsmitglieder werden durch eine Kommunalwahl für jeweils fünf Jahre gewählt. Die aktuelle Amtszeit begann am 1. November 2021 und endet am 31. Oktober 2026.
Bei der Kommunalwahl 2021 ergab sich folgende Sitzverteilung:
- Wählergemeinschaft Maasen: 7 Sitze

### Bürgermeister
Der ehrenamtliche Bürgermeister Fred Könemann wurde am 15. November 2011 gewählt. Am 3. November 2021 erfolgte seine dritte Wiederwahl.

### Wappen
Blasonierung: Das Wappen der Gemeinde zeigt in einem halbgespaltenen und durch einen schwarzen Faden geteilten Schild oben links in Rot eine goldene Windmühle, oben rechts auf Gold ein dreiblättriges grünes Kleeblatt und unten auf Gold zwei aufrechte abgewendete, durch Brustfell verbundene rotbewehrte schwarze Bärentatzen.

## Kultur und Sehenswürdigkeiten

### Bauwerke
In der Liste der Baudenkmale in Maasen sind vier Baudenkmale aufgeführt, darunter im Ortsteil Huckstedt die 1878 an ihrem jetzigen Standort aufgestellte Galerieholländerwindmühle „Margarethe“.

## Wirtschaft und Infrastruktur

### Verkehr
Die Gemeinde liegt nördlich, in unmittelbarer Nähe, der Bundesstraße 214, die von Diepholz nach Nienburg/Weser führt.

## Galerie
|  |  |  |